# Lucas Belludi
Lucas Belludi (Padua, ca. 1200—17 de febrero de 1286) fue un religioso y sacerdote católico italiano, de la Orden Franciscana, discípulo y compañero de Antonio de Padua. Es venerado como beato en la Iglesia católica, cuya memoria celebra el 17 de febrero.

## Biografía
Lucas Belludi nació en Padua (hoy Italia), hacia el año 1200, en el seno de la poderosa familia Belludi. A los veinte años escuchó predicar a Francisco de Asís, fundador de la Orden de los Hermanos Menores. Esa experiencia le hizo sentir que su lugar era seguir al poverello de Asís. Ingresó a la orden hacia 1220, frecuentó la Universidad de Padua y se ordenó sacerdote en 1227. Poco tiempo después, fue asignado como compañero y discípulo de Antonio de Padua, en sus predicaciones por el sur de Francia y el norte de Italia. En ese cargo permaneció hasta la muerte de su maestro.
Belludi se opuso a la tiranía de Ezzelino III da Romano (personaje que Dante coloca en el infierno), predicando contra la crueldad de su gobierno y sus atropellos a la Iglesia. Razón por la cual sus familiares fueron desterrados y le fueron confiscados todos los bienes, los cuales les fueron restituidos solo a la muerte del religioso. Con todo, Lucas siguió su trabajo como predicador en Padua y, luego de la canonización de Antonio de Padua, se dedicó a la construcción de una basílica en su honor.
Lucas fue elegido provincial de Italia, levantó un convento junto a la basílica y fundó otros conventos franciscanos en el centro y norte de Italia. Finalmente, murió a los ochenta y cinco años de edad, el 17 de febrero de 1286, y fue sepultado en el mismo sitio donde habían reposado los restos de Antonio.
A él se atribuye un conjunto de sermones, recogidos en un mismo documento con el título de Sermones dominicales, que se conservan en su totalidad en la Biblioteca Antoniana de Padua.

## Culto
Lucas Belludi ya en vida tenía fama de santo y el hecho de haber sido sepultado en el mismo lugar donde había estado Antonio de Padua, confirmó la devoción popular hacia su persona. Esta devoción fue creciendo a través del tiempo hasta que el papa Pío XI confirmó su culto inmemorial el 18 de mayo de 1927, con el título de beato.
El Martirologio romano recuerda su memoria el 17 de febrero. Sus reliquias se veneran en la capilla dedicada en su honor, al interno de la Basílica de San Antonio de Padua. Es invocado especialmente por los estudiantes para tener éxito en sus exámenes.